# Gilmer, Texas
Gilmer là một thành phố thuộc quận Upshur, tiểu bang Texas, Hoa Kỳ. Năm 2010, dân số của xã này là 4905 người.

## Dân số
- Dân số năm 2000: 4799 người.
- Dân số năm 2010: 4905 người.